# KSI
Olajide William "JJ" Olatunji (sinh ngày 19 tháng 6 năm 1993), thường được biết đến với KSI (tên biệt hiệu ngắn là KSIOlajideBT), là một nhân vật YouTube, nhân vật Internet, diễn viên hài kịch, diễn viên, rapper, và võ sĩ quyền anh người Anh Quốc. Sau khi lập ra kênh YouTube của mình, Tính đến  năm Tháng 8 năm 2018, anh đã có tổng cộng hơn 4 tỷ lượt xem và hơn 19 triệu lượt đăng ký, đứng thứ 19 trong số những kênh được đăng ký nhiều nhất YouTube, anh cũng trở nên nổi tiếng với âm nhạc của anh. KSI đã phát hành extended play Keep Up đầu tiên của mình vào năm 2016, lên vị trí số 1 UK R&B Chart cũng như bảng xếp hạng của các nước khác.

## Sự nghiệp quyền anh nghiệp dư

### Kỷ lục quyền anh nghiệp dư
| Thống kê Quyền Anh chuyên nghiệp |         |        |
| 2 trận                           | 1 thắng | 0 thua |
| Bằng knockout                    | 1       | 0      |
| Hòa                              | 1       | 1      |

| Số | Kết quả | Kỷ lục | Đối thủ    | Thể loại | Vòng, thời gian | Ngày                | Địa điểm                          | Chú thích                     |
| -- | ------- | ------ | ---------- | -------- | --------------- | ------------------- | --------------------------------- | ----------------------------- |
| 2  | Hòa     | 1–0–1  | Logan Paul | MD       | 6               | 25 tháng 8 năm 2018 | Manchester Arena, Manchester, Anh | Retained YBC title            |
| 1  | Thắng   | 1–0    | Joe Weller | TKO      | 3 (6), 1:30     | 3 tháng 2 năm 2018  | Copper Box Arena, Luân Đôn, Anh   | Thắng trận khai màn YBC title |

## Giải thưởng và đề cử
| Năm  | Giải thưởng | Thể loại        | Người nhận | Kết quả   | Ref.  |
| ---- | ----------- | --------------- | ---------- | --------- | ----- |
| 2016 | NME Award   | Vlogger của Năm | KSI        | Đoạt giải | [ 7 ] |

## Đĩa đơn

### EP
| Tên            | Album                                                                                       | Vị trí trên bảng xếp hạng | Vị trí trên bảng xếp hạng | Vị trí trên bảng xếp hạng | Vị trí trên bảng xếp hạng | Vị trí trên bảng xếp hạng | Vị trí trên bảng xếp hạng | Vị trí trên bảng xếp hạng |
| Tên            | Album                                                                                       | UK                        | UK R&B                    | CAN                       | NZL                       | SCO                       | US R&B/HH                 | US Rap                    |
| -------------- | ------------------------------------------------------------------------------------------- | ------------------------- | ------------------------- | ------------------------- | ------------------------- | ------------------------- | ------------------------- | ------------------------- |
| Keep Up        | - Released: ngày 8 tháng 1 năm 2016 - Label: Island - Formats: CD, digital download         | 13                        | 1                         | 63                        | 23                        | 15                        | 19                        | 14                        |
| Jump Around    | - Released: ngày 28 tháng 10 năm 2016 - Label: Island - Formats: CD, digital download       | —                         | —                         | —                         | —                         | —                         | —                         | —                         |
| Space          | - Released: ngày 30 tháng 6 năm 2017 - Label: Self-released - Formats: CD, digital download | —                         | —                         | —                         | —                         | 87                        | —                         | —                         |
| Disstracktions | - Released: ngày 29 tháng 9 năm 2017 - Label: Island - Formats: Digital download            | 31                        | 1                         | —                         | —                         | —                         | —                         | —                         |

### Đơn

#### Nghệ sĩ chính
| Title                                       | Year | Peak chart positions | Peak chart positions | Peak chart positions | Peak chart positions | Peak chart positions | Album             |
| Title                                       | Year | UK                   | UK R&B               | AUS                  | IRL                  | SCO                  | Album             |
| ------------------------------------------- | ---- | -------------------- | -------------------- | -------------------- | -------------------- | -------------------- | ----------------- |
| "Lamborghini" (featuring P Money)           | 2015 | 30                   | 7                    | —                    | 61                   | 28                   | Non-album single  |
| "Keep Up" (featuring Jme)                   | 2015 | 45                   | 7                    | 78                   | 90                   | 40                   | Keep Up           |
| "Goes Off" (featuring Mista Silva)          | 2016 | —                    | —                    | —                    | —                    | —                    | Jump Around       |
| "Friends with Benefits" (with MNDM)         | 2016 | 69                   | 12                   | —                    | —                    | 43                   | Jump Around       |
| "Jump Around" (featuring Waka Flocka Flame) | 2016 | —                    | —                    | —                    | —                    | 77                   | Jump Around       |
| "Creature"                                  | 2017 | 100                  | —                    | —                    | —                    | —                    | Space             |
| "Little Boy"                                | 2017 | 82                   | —                    | —                    | —                    | 87                   | Disstracktions    |
| "Adam's Apple"                              | 2017 | 93                   | —                    | —                    | —                    | —                    | Disstracktions    |
| "Two Birds One Stone"                       | 2017 | 97                   | —                    | —                    | —                    | —                    | Disstracktions    |
| "Uncontrollable" (featuring Big Zuu)        | 2018 | 89                   | —                    | —                    | —                    | 85                   | Non-album singles |
| "On Point"                                  | 2018 | —                    | —                    | —                    | —                    | 98                   | Non-album singles |

#### Nghệ sĩ khách mời
| Tên                                                                           | Năm  | Vị trí | Album             |
| Tên                                                                           | Năm  | UK     | Album             |
| ----------------------------------------------------------------------------- | ---- | ------ | ----------------- |
| "Sweaty Goals" (as BlacknWhite)                                               | 2012 | 68     | Non-album single  |
| "No Sleep" (Sway featuring KSI, Tigger Da Author and Tubes)                   | 2013 | 44     | Wake Up           |
| "Christian Bale" (Yogi featuring Casey Veggies, Knytro, Sway, KSI and Raptor) | 2014 | —      | Burial            |
| "MAC-10 Flow" (Sway featuring KSI)                                            | 2014 | —      | Non-album singles |
| "Slow Motion" (Randolph featuring KSI)                                        | 2018 | —      | Non-album singles |